# کرگ بئاتی
کرگ بئاتی (انگلیسی: Craig Beattie؛ زادهٔ ۱۶ ژانویهٔ ۱۹۸۴ بازیکن فوتبال اهل بریتانیا است.
از باشگاه‌هایی که در آن بازی کرده‌است می‌توان به باشگاه فوتبال سنت جانستون، باشگاه فوتبال سوانزی سیتی، باشگاه فوتبال سلتیک، باشگاه فوتبال شفیلد یونایتد، باشگاه فوتبال پرستون نورث اند، باشگاه فوتبال داندی، باشگاه فوتبال بارنت، باشگاه فوتبال هارت آف میدلوتیان، باشگاه فوتبال واتفورد، باشگاه فوتبال ایر یونایتد، باشگاه فوتبال کریستال پالاس، و باشگاه فوتبال وست برومویچ آلبیون اشاره کرد.